# غوردون تاكر (حاخام)
غوردون تاكر (بالإنجليزية: Gordon Tucker)‏ هو حاخام أمريكي، ولد في 1951 في نيويورك في الولايات المتحدة.